# Zasloužilý pracovník v průmyslu Ukrajiny
Zasloužilý pracovník v průmyslu Ukrajiny (ukrajinsky Заслужений працівник промисловості України) je státní vyznamenání Ukrajiny. Udělen může být občanům Ukrajiny, cizincům i lidem bez státní příslušnosti pracujícím v průmyslu.

## Historie
Tento čestný titul byl původně založen během existence Ukrajinské SSR pod názvem Zasloužilý pracovník v průmyslu Ukrajinské SSR.

## Pravidla udílení
Udělení tohoto čestného titulu se provádí dekretem prezidenta Ukrajiny. Udělit jej lze občanům Ukrajiny, cizincům i osobám bez státní příslušnosti. Nelze jej však udělit posmrtně. Titul je udílen zaměstnancům podniků, sdružení, výzkumných ústavů, projekčních kanceláří a laboratoří pracující v příslušných průmyslových odvětvích za významný pokrok, za zavádění inovací do výroby, zvyšování efektivity produkce a za vytváření kvalitních produktů.

## Popis odznaku
Odznak se svým vzhledem podobá dalším odznakům čestných ukrajinských titulů v kategorii zasloužilý. Odznak má tvar oválného věnce spleteného ze dvou větviček vavřínových listů. Ve spodní části jsou větvičky spojeny stuhou. Uprostřed odznaku je nápis Заслужений працівник промисловості. V horní části je věnec přerušen státním znakem Ukrajiny. Všechny nápisy i motivy jsou na odznaku vyraženy. Na zadní straně je spona umožňující jeho připnutí k oděvu. Odznak je vyroben ze stříbra.